# 885
| [ Edytuj tabelę ]          |                                               |
| Król Anglii                | - 871 Alfred Wielki 899                       |
| Hrabia Aragonii            | - 867 Aznar II Galíndez 893                   |
| Król Armenii               | - 884 Aszot I 890                             |
| Hrabia Barcelony           | - 878 Wilfred Włochaty 897                    |
| Książę Burgundii           | - 880 Ryszard I Prawodawca 921                |
| Cesarz Bizancjum           | - 867 Bazyli I Macedończyk 886                |
| Chan Bułgarii              | - 852 Borys I Michał 889                      |
| Cesarz Chin                | - 873 Tang Xizong 888                         |
| Książę Czech               | - 870 Borzywoj I 889                          |
| Władca Egiptu              | - 884 Chumarawajh 896                         |
| Król Franków wschodnich    | - 881 Karol Otyły 887                         |
| Król Franków zachodnich    | - 884 Karol Otyły 887                         |
| Cesarz Japonii             | - 884 Kōkō 887                                |
| Kalif                      | - 870 Al-Mu’tamid 892                         |
| Król Khmerów               | - 877 Indrawarman I 889                       |
| Wielki książę Kijowa       | - 882 Oleg Mądry 912                          |
| Patriarcha Konstantynopola | - 877 Focjusz I Wielki 886                    |
| Król Leónu                 | - 866 Alfons III Wielki 910                   |
| Król Mercji                | - 879 Aethelred 911                           |
| Król Nawarry               | - 880 Fortún Garcés 905                       |
| Król Norwegii              | - 872 Harald Pięknowłosy 930                  |
| Papież                     | - 884 Hadrian III 885 - 885 Stefan V (VI) 891 |
| Cesarz rzymski             | - 881 Karol Otyły 888                         |
| Książę Saksonii            | - 880 Otto Dostojny 912                       |
| Król Szkocji               | - 878 Eochaid 889 - 878 Giric 889             |
| Doża Wenecji               | - 881 Giovanni II Partecipazio 887            |
| Książę wielkomorawski      | - 871 Świętopełk I 894                        |

Rok 885 / DCCCLXXXV
stulecia: VIII wiek ~
IX wiek ~
X wiek

lata: 875 «
880 «
881 «
882 «
883 «
884 «
885
» 886
» 887
» 888
» 889
» 890
» 895

## Wydarzenia
- 20 maja – Karol Otyły został koronowany na króla zachodniofrankijskiego.
- 25 lipca – Rouen zostało splądrowane przez wikingów.
- Listopad – rozpoczął się normański najazd na Rouen i Paryż (24 listopada rozpoczęło się oblężenie Paryża, trwające do jesieni 886)[1].
- Król wschodniofrankoński Karol Otyły zjednoczył królestwo Franków.

## Urodzili się
- Fayan Wenyi – chiński mistrz chan, założyciel szkoły fayan (zm. 958)

## Zmarli
- 6 kwietnia – święty Metody, grecki misjonarz prowadzący akcję chrystianizacyjną wśród Słowian (ur. ok. 827)
- 2 listopada – Hadrian III, papież (ur. ?)[2]